# 人形烧

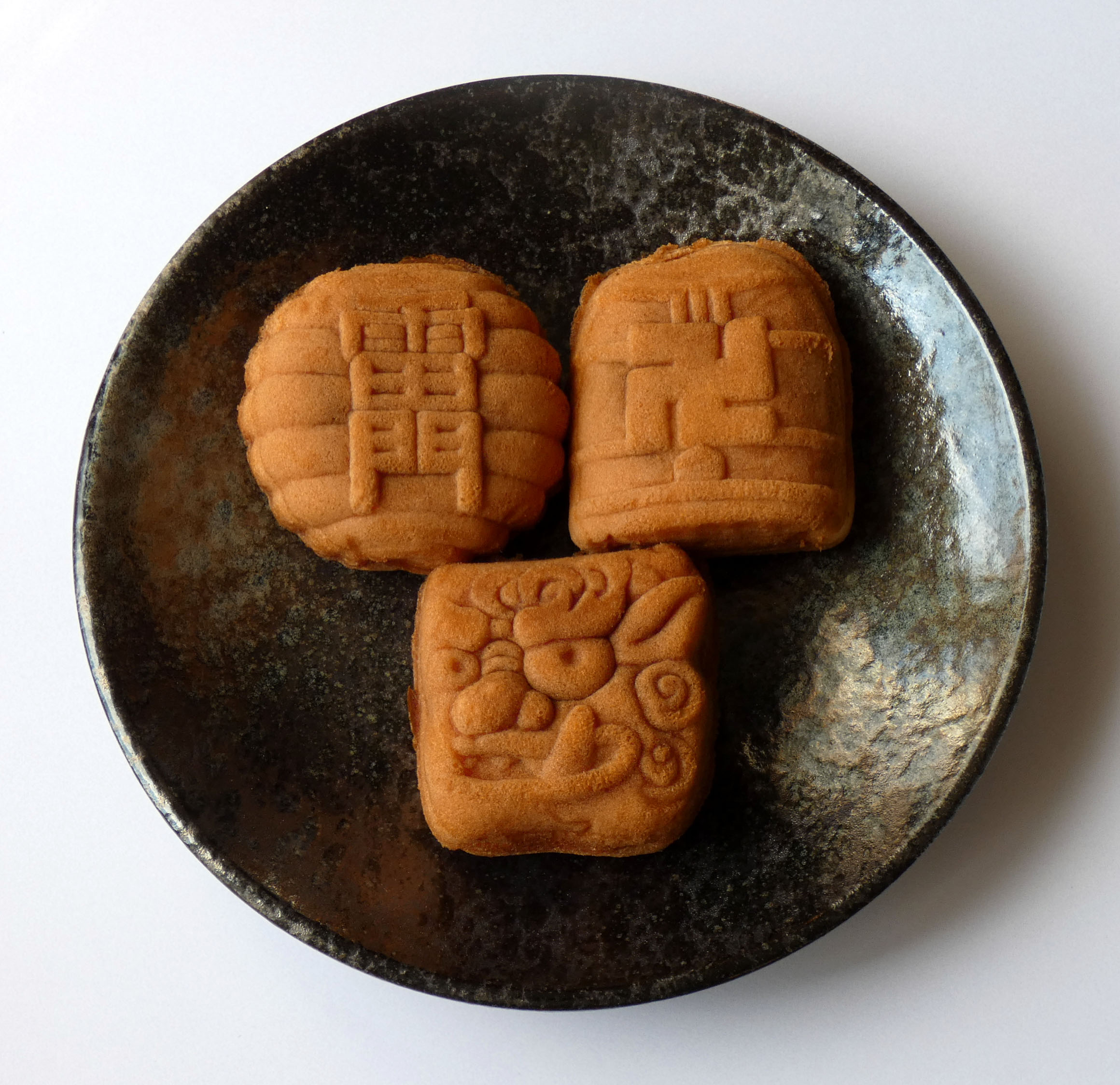
东京浅草的人形烧

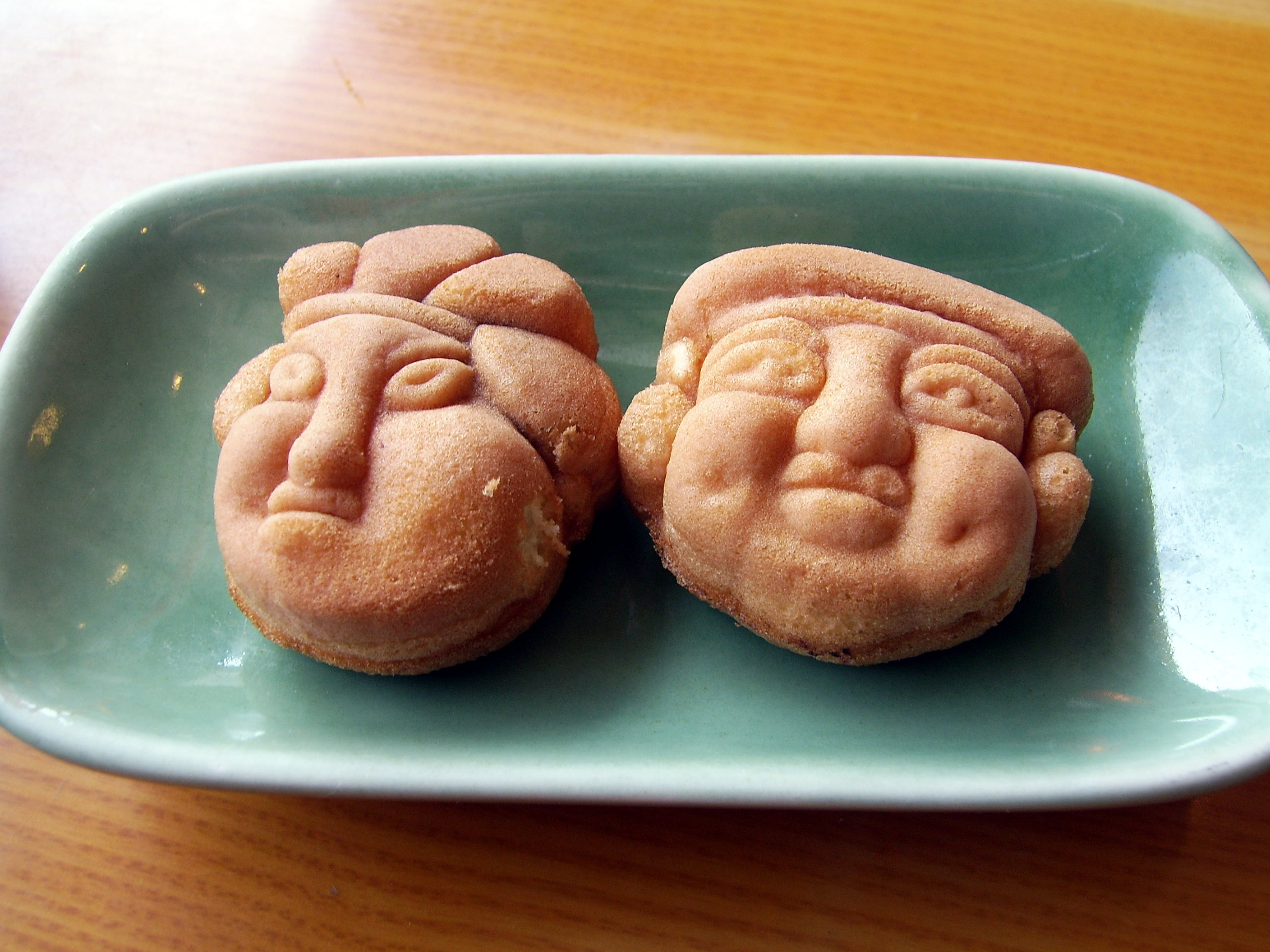
北京面爱面快餐制作的人形烧

人形烧（日语：／ Ningyōyaki */?），香港及澳門稱公仔餅，是日本东京都浅草寺的特产，因其发源于中央区日本桥人形町而得名。与雷门、五重塔合称为浅草寺“三大名物”。以面粉、鸡蛋、砂糖为原料，混合后放在专门的模具中烘烤而成的日式点心。有红豆馅的和无豆馅两种。造型主要模仿七福神和浅草雷门。